# Корі Гоман
Корі Гоман (нід. Korie Homan; нар. 16 червня 1986) — нідерландська тенісистка (теніс на візках).
Найвищу одиночну позицію світового рейтингу — 2 місце досягла 19 листопада 2007, парну — 1 місце — 27 липня 2009 року.
Перемагала на турнірах Великого шолома в одиночному та парному розрядах.
Завершила кар'єру 2011 року.

## Major finals

### Grand Slam singles finals: 7 (1–6)
| Результат | Рік  | Турнір                                 | Покриття | Суперниця        | Рахунок  |
| Поразка   | 2005 | Відкритий чемпіонат США з тенісу       | Тверде   | Естер Верґер     | 2–6, 1–6 |
| Поразка   | 2008 | Відкритий чемпіонат Австралії з тенісу | Тверде   | Естер Верґер     | 3–6, 3–6 |
| Поразка   | 2008 | Відкритий чемпіонат Франції            | Ґрунт    | Естер Верґер     | 2–6, 2–6 |
| Поразка   | 2009 | Відкритий чемпіонат Австралії          | Тверде   | Естер Верґер     | 4–6, 2–6 |
| Поразка   | 2009 | Відкритий чемпіонат Франції            | Ґрунт    | Естер Верґер     | 2–6, 5–7 |
| Поразка   | 2009 | US Open                                | Тверде   | Естер Верґер     | 0–6, 0–6 |
| Перемога  | 2010 | Відкритий чемпіонат Австралії          | Тверде   | Флоранс Гравельє | 6–2, 6–2 |

### Grand Slam doubles finals: 10 (5–5)
| Результат | Рік  | Турнір                           | Покриття | Партнерка        | Суперниця                          | Рахунок          |
| Перемога  | 2005 | Відкритий чемпіонат США з тенісу | Тверде   | Естер Верґер     | Beth Ann Arnoult Jan Proctor       | 6–3, 6–1         |
| Поразка   | 2006 | US Open                          | Тверде   | Майке Сміт       | Jiske Griffioen Естер Верґер       | 4–6, 4–6         |
| Поразка   | 2007 | Відкритий чемпіонат Австралії    | Тверде   | Флоранс Гравельє | Jiske Griffioen Esther Vergeer     | 0–6, 6–3, [6–10] |
| Поразка   | 2007 | US Open                          | Тверде   | Шарон Валравен   | Jiske Griffioen Esther Vergeer     | 1–6, 1–6         |
| Поразка   | 2008 | Відкритий чемпіонат Австралії    | Тверде   | Шарон Валравен   | Jiske Griffioen Esther Vergeer     | 3–6, 1–6         |
| Поразка   | 2008 | Відкритий чемпіонат Франції      | Ґрунт    | Шарон Валравен   | Jiske Griffioen Esther Vergeer     | 4–6, 4–6         |
| Перемога  | 2009 | Відкритий чемпіонат Австралії    | Тверде   | Естер Верґер     | Agnieszka Wysocka Katharina Krüger | 6–1, 6–0         |
| Перемога  | 2009 | Відкритий чемпіонат Франції      | Ґрунт    | Естер Верґер     | Annick Sevenans Анік ван Кот       | 6–2, 6–3         |
| Перемога  | 2009 | Вімблдонський турнір             | Трава    | Естер Верґер     | Daniela di Toro Люсі Шукер         | 6–1, 6–3         |
| Перемога  | 2009 | US Open                          | Тверде   | Естер Верґер     | Daniela di Toro Флоранс Гравельє   | 6–2, 6–2         |

### Одиночний розряд Masters finals: 3 (3 поразки)
| Результат | Рік  | City      | Покриття | Суперниця    | Рахунок            |
| Поразка   | 2007 | Амстердам | Тверде   | Естер Верґер | 3–6, 4–6           |
| Поразка   | 2008 | Amsterdam | Тверде   | Естер Верґер | 2–6, 6–3, 0–6      |
| Поразка   | 2009 | Amsterdam | Тверде   | Естер Верґер | 6–2, 6–7(5–7), 2–6 |

### Парний розряд Masters finals: 3 (2–1)
| Результат | Рік  | City    | Покриття | Партнерка       | Суперниця                        | Рахунок        |
| Перемога  | 2004 | Брешія  | Тверде   | Jiske Griffioen | Brigitte Ameryckx Шарон Валравен | 6–4, 6–2       |
| Поразка   | 2007 | Бергамо | Тверде   | Майке Сміт      | Jiske Griffioen Естер Верґер     | Коловий турнір |
| Перемога  | 2009 | Бергамо | Тверде   | Естер Верґер    | Jiske Griffioen Анік ван Кот     | 7–6(7–2), 6–4  |

### Paralympic singles finals: 1 (1 поразка)
| Результат | Рік  | City    | Покриття | Суперниця    | Рахунок            |
| Поразка   | 2008 | Beijing | Тверде   | Естер Верґер | 2–6, 6–4, 6–7(5–7) |

### Paralympic doubles finals: 1 (1 перемога)
| Результат | Рік  | City    | Покриття | Партнерка      | Суперниця                    | Рахунок            |
| Перемога  | 2008 | Beijing | Тверде   | Шарон Валравен | Jiske Griffioen Естер Верґер | 2–6, 7–6(7–4), 6–4 |

## Досягнення

### Wheelchair singles
| Турнір                                 | 2008 | 2009 | 2010 | Career SR |
| -------------------------------------- | ---- | ---- | ---- | --------- |
| Відкритий чемпіонат Австралії з тенісу | Ф    | Ф    | П    | 1 / 3     |
| Відкритий чемпіонат Франції з тенісу   | Ф    | Ф    |      | 0 / 2     |
| Вімблдонський турнір                   | NH   | NH   | NH   | 0 / 0     |
| Відкритий чемпіонат США з тенісу       | NH   | Ф    |      | 0 / 1     |

### Wheelchair doubles
| Турнір                                 | 2008 | 2009 | 2010 | Career SR |
| -------------------------------------- | ---- | ---- | ---- | --------- |
| Відкритий чемпіонат Австралії з тенісу | Ф    | П    | ПФ   | 1 / 3     |
| Відкритий чемпіонат Франції з тенісу   | Ф    | П    |      | 1 / 2     |
| Вімблдонський турнір                   | NH   | П    |      | 1 / 1     |
| Відкритий чемпіонат США з тенісу       | NH   | П    |      | 1 / 1     |